# Veronika Hudima
Veronika Hudima (ur. 8 lipca 1988 roku w Charkowie) – francuska siatkarka pochodzenia ukraińskiego, reprezentantka kraju, grająca na pozycji przyjmującej lub atakującej. 
Jej ojciec Wołodymyr, był w przeszłości siatkarzem, następnie został trenerem siatkówki. W latach 1999-2007 grał we francuskich klubach.

## Sukcesy klubowe
Puchar Francji:
- 2007, 2008, 2009

Liga francuska:
- 2007, 2008, 2009

I liga polska:
- 2013

Superpuchar Cypru:
- 2013, 2014, 2015, 2016

Puchar Cypru:
- 2014, 2015, 2016, 2017, 2023, 2024

Liga cypryjska:
- 2014, 2015, 2016, 2017, 2023, 2024
- 2022
- 2021

Liga grecka:
- 2018

Superpuchar Cypru:
- 2022, 2023